# Torneo Clausura 2023 de Primera B (Liga Catamarqueña)
El Torneo Clausura 2023 de Primera División, organizado por la Liga Catamarqueña de Fútbol, será el segundo torneo del año 2023. Iniciará el 22 de septiembre y finalizaría el 19 de noviembre.
Lo disputarán los nueve equipos pertenecientes a dicha división. El campeón obtendrá la plaza al próximo Torneo Provincial.
El nuevo participante es el Club Atlético San Isidro, que retorna a la segunda categoría del fútbol capitalino tras su única participación en la temporada 2022-23.
El sorteo del fixture se realizará semanas previas al comienzo de la competición.

## Ascensos y descensos
| Pos. | Descendido de la Primera División 2023 |
| ---- | -------------------------------------- |
| 12.º | San Isidro (Nueva Coneta)              |

| Pos. | Ascendido de la Primera B 2023 |
| ---- | ------------------------------ |
| 1.º  | Estudiantes de La Tablada      |

## Formato
Torneo Anual 2023
Los 9 equipos jugarán 8 partidos cada uno a lo largo de 9 fechas, en una sola rueda, bajo el sistema de todos contra todos. En este torneo se usará el sistema de puntos, de acuerdo a la reglamentación de la Internacional F. A. Board, asignándose tres puntos al equipo que resulte ganador, un punto a cada uno en caso de empate y cero puntos al perdedor.
El club que resulte campeón clasificará al Torneo Provincial 2024.
El orden de clasificación de los equipos, se determinará en una tabla de cómputo general, de la siguiente manera:
- 1) Mayor cantidad de puntos.
- 2) Mejor performance en los partidos que se enfrentaron entre sí; en caso de igualdad;
- 3) Mayor diferencia de goles; en caso de igualdad;
- 4) Mayor cantidad de goles a favor; en caso de igualdad;
- 5) Sorteo.

En caso de que la igualdad, sea de más de dos equipos, esta se dejará reducida a dos clubes, de acuerdo al orden de clasificación de los equipos determinado anteriormente.

## Equipos participantes
| Nombre del club                                  | Ciudad                              | Departamento | Fundación               |
| ------------------------------------------------ | ----------------------------------- | ------------ | ----------------------- |
| Asociación Deportiva Social y Cultural Club Fiel | San Fernando del Valle de Catamarca | Capital      | 21 de abril de 2007     |
| Club Deportivo Valle Chico                       | San Fernando del Valle de Catamarca | Capital      | 22 de febrero de 2017   |
| Club Atlético Independiente                      | Huillapima                          | Capayán      | 17 de julio de 1993     |
| Club Atlético Liberal Argentino                  | San Fernando del Valle de Catamarca | Capital      | 13 de julio de 1963     |
| Club Social y Deportivo Parque Daza              | San Fernando del Valle de Catamarca | Capital      | 10 de diciembre de 1961 |
| Club Atlético Rivadavia                          | Huillapima                          | Capayán      | 9 de julio de 1923      |
| Club Atlético San Isidro                         | Colonia Nueva Coneta                | Capayán      | 26 de julio de 2016     |
| Club Sportivo y Cultural San Martín              | Chumbicha                           | Capayán      | 1 de noviembre de 1958  |
| Club Atlético Sarmiento                          | San Fernando del Valle de Catamarca | Capital      | 12 de junio de 1912     |

### Distribución geográfica de los equipos
| Departamento | Cant. | Equipos                                                                                                |
| ------------ | ----- | --- |
| Capital      | 5     | Club Fiel, Deportivo Valle Chico, Liberal Argentino, Parque Daza y Sarmiento                           |
| Capayán      | 4     | Independiente (Huillapima), Rivadavia (Huillapima), San Isidro (Nueva Coneta) y San Martín (Chumbicha) |
| Total        | 9     | |

## Estadios
|                                                                                        |                                                                                              |                                                                          |
|                                                                                        |                                                                                              |                                                                          |
| Estadio Malvinas Argentinas Ciudad: Catamarca Propietario: Liga Catamarqueña de Fútbol | Polideportivo Municipal de Chumbicha Ciudad: Chumbicha Propietario: Municipalidad de Capayán | Estadio Sarmiento Ciudad: Catamarca Propietario: Club Atlético Sarmiento |

|                                                                                           |                                                                                           |                                                                                          |
|                                                                                           |                                                                                           |                                                                                          |
| Estadio Américo Tesorieri Ciudad: Catamarca Propietario: Club Deportivo Américo Tesorieri | Estadio Independiente (H) Ciudad: Huillapima Propietario: Club Atlético Independiente (H) | Estadio Independiente (C) Ciudad: Catamarca Propietario: Club Atlético Independiente (C) |

## Competición

### Tabla de posiciones
| Pos. | Equipo                     | Pts. | PJ | PG | PE | PP | GF | GC | Dif. |
| ---- | -------------------------- | ---- | -- | -- | -- | -- | -- | -- | ---- |
| 1.º  | Club Fiel                  | 0    | 0  | 0  | 0  | 0  | 0  | 0  | 0    |
| 2.º  | Deportivo Valle Chico      | 0    | 0  | 0  | 0  | 0  | 0  | 0  | 0    |
| 3.º  | Independiente (Huillapima) | 0    | 0  | 0  | 0  | 0  | 0  | 0  | 0    |
| 4.º  | Liberal Argentino          | 0    | 0  | 0  | 0  | 0  | 0  | 0  | 0    |
| 5.º  | Parque Daza                | 0    | 0  | 0  | 0  | 0  | 0  | 0  | 0    |
| 6.º  | Rivadavia (Huillapima)     | 0    | 0  | 0  | 0  | 0  | 0  | 0  | 0    |
| 7.º  | San Isidro (Nueva Coneta)  | 0    | 0  | 0  | 0  | 0  | 0  | 0  | 0    |
| 8.º  | San Martín (Chumbicha)     | 0    | 0  | 0  | 0  | 0  | 0  | 0  | 0    |
| 9.º  | Sarmiento                  | 0    | 0  | 0  | 0  | 0  | 0  | 0  | 0    |

|  | El equipo que ocupe esta posición al finalizar la disputa clasificará al Torneo Provincial 2024. |

|  |

#### Evolución de las posiciones
| Equipo / Fecha             | 1 | 2 | 3 | 4 | 5 | 6 | 7 | 8 | 9 |
| -------------------------- | - | - | - | - | - | - | - | - | - |
| Club Fiel                  | 1 | - | - | - | - | - | - | - | - |
| Deportivo Valle Chico      | 2 | - | - | - | - | - | - | - | - |
| Independiente (Huillapima) | 3 | - | - | - | - | - | - | - | - |
| Liberal Argentino          | 4 | - | - | - | - | - | - | - | - |
| Parque Daza                | 5 | - | - | - | - | - | - | - | - |
| Rivadavia (Huillapima)     | 6 | - | - | - | - | - | - | - | - |
| San Isidro (Nueva Coneta)  | 7 | - | - | - | - | - | - | - | - |
| San Martín (Chumbicha)     | 8 | - | - | - | - | - | - | - | - |
| Sarmiento                  | 9 | - | - | - | - | - | - | - | - |

     Equipo libre de la fecha.
|  |

### Resultados
| Fecha 1       | Fecha 1   | Fecha 1 | Fecha 1 | Fecha 1          | Fecha 1 |
| Local         | Resultado | Visita  | Estadio | Fecha            | Hora    |
| ------------- | --------- | ------- | ------- | ---------------- | ------- |
|               | -         |         |         | 23 de septiembre |         |
|               | -         |         |         | 23 de septiembre |         |
|               | -         |         |         | 23 de septiembre |         |
|               | -         |         |         | 23 de septiembre |         |
| Equipo Libre: |           |         |         |                  |         |

| Fecha 2       | Fecha 2   | Fecha 2 | Fecha 2 | Fecha 2          | Fecha 2 |
| Local         | Resultado | Visita  | Estadio | Fecha            | Hora    |
| ------------- | --------- | ------- | ------- | ---------------- | ------- |
|               | -         |         |         | 30 de septiembre |         |
|               | -         |         |         | 30 de septiembre |         |
|               | -         |         |         | 30 de septiembre |         |
|               | -         |         |         | 30 de septiembre |         |
| Equipo Libre: |           |         |         |                  |         |

| Fecha 3       | Fecha 3   | Fecha 3 | Fecha 3 | Fecha 3      | Fecha 3 |
| Local         | Resultado | Visita  | Estadio | Fecha        | Hora    |
| ------------- | --------- | ------- | ------- | ------------ | ------- |
|               | -         |         |         | 7 de octubre |         |
|               | -         |         |         | 7 de octubre |         |
|               | -         |         |         | 7 de octubre |         |
|               | -         |         |         | 7 de octubre |         |
| Equipo Libre: |           |         |         |              |         |

| Fecha 4       | Fecha 4   | Fecha 4 | Fecha 4 | Fecha 4       | Fecha 4 |
| Local         | Resultado | Visita  | Estadio | Fecha         | Hora    |
| ------------- | --------- | ------- | ------- | ------------- | ------- |
|               | -         |         |         | 14 de octubre |         |
|               | -         |         |         | 14 de octubre |         |
|               | -         |         |         | 14 de octubre |         |
|               | -         |         |         | 14 de octubre |         |
| Equipo Libre: |           |         |         |               |         |

| Fecha 5       | Fecha 5   | Fecha 5 | Fecha 5 | Fecha 5       | Fecha 5 |
| Local         | Resultado | Visita  | Estadio | Fecha         | Hora    |
| ------------- | --------- | ------- | ------- | ------------- | ------- |
|               | -         |         |         | 21 de octubre |         |
|               | -         |         |         | 21 de octubre |         |
|               | -         |         |         | 21 de octubre |         |
|               | -         |         |         | 21 de octubre |         |
| Equipo Libre: |           |         |         |               |         |

| Fecha 6       | Fecha 6   | Fecha 6 | Fecha 6 | Fecha 6       | Fecha 6 |
| Local         | Resultado | Visita  | Estadio | Fecha         | Hora    |
| ------------- | --------- | ------- | ------- | ------------- | ------- |
|               | -         |         |         | 28 de octubre |         |
|               | -         |         |         | 28 de octubre |         |
|               | -         |         |         | 28 de octubre |         |
|               | -         |         |         | 28 de octubre |         |
| Equipo Libre: |           |         |         |               |         |

| Fecha 7       | Fecha 7   | Fecha 7 | Fecha 7 | Fecha 7        | Fecha 7 |
| Local         | Resultado | Visita  | Estadio | Fecha          | Hora    |
| ------------- | --------- | ------- | ------- | -------------- | ------- |
|               | -         |         |         | 4 de noviembre |         |
|               | -         |         |         | 4 de noviembre |         |
|               | -         |         |         | 4 de noviembre |         |
|               | -         |         |         | 4 de noviembre |         |
| Equipo Libre: |           |         |         |                |         |

| Fecha 8       | Fecha 8   | Fecha 8 | Fecha 8 | Fecha 8         | Fecha 8 |
| Local         | Resultado | Visita  | Estadio | Fecha           | Hora    |
| ------------- | --------- | ------- | ------- | --------------- | ------- |
|               | -         |         |         | 11 de noviembre |         |
|               | -         |         |         | 11 de noviembre |         |
|               | -         |         |         | 11 de noviembre |         |
|               | -         |         |         | 11 de noviembre |         |
| Equipo Libre: |           |         |         |                 |         |

| Fecha 9       | Fecha 9   | Fecha 9 | Fecha 9 | Fecha 9         | Fecha 9 |
| Local         | Resultado | Visita  | Estadio | Fecha           | Hora    |
| ------------- | --------- | ------- | ------- | --------------- | ------- |
|               | -         |         |         | 18 de noviembre |         |
|               | -         |         |         | 18 de noviembre |         |
|               | -         |         |         | 18 de noviembre |         |
|               | -         |         |         | 18 de noviembre |         |
| Equipo Libre: |           |         |         |                 |         |

|  |

## Estadísticas

### Goleadores
| Jugador                       | Equipo | Goles |
| ----------------------------- | ------ | ----- |
| Bandera de Argentina          |        |       |
| Bandera de Argentina          |        |       |
| Bandera de Argentina          |        |       |
| Actualizado al agosto de 2023 |        |       |

| Bandera de Argentina |

### Tabla Anual
Las tablas de rendimiento no reflejan la clasificación final de los equipos, sino que muestran el rendimiento de los mismos atendiendo a la ronda final alcanzada.
El rendimiento corresponde a la proporción de puntos obtenidos sobre el total de puntos disputados.
| Pos. | Equipos                    | AP23 | CL23 | Pts. | PJ | PG | PE | PP | GF | GC | Dif | Rend. |
| ---- | -------------------------- | ---- | ---- | ---- | -- | -- | -- | -- | -- | -- | --- | ----- |
| 1    | Independiente (Huillapima) | 15   | -    | 15   | 8  | 5  | 0  | 3  | 15 | 10 | 5   | 62.5% |
| 2    | Sarmiento                  | 15   | -    | 15   | 8  | 4  | 3  | 1  | 13 | 8  | 5   | 62.5% |
| 3    | Deportivo Valle Chico      | 13   | -    | 13   | 8  | 3  | 4  | 1  | 12 | 8  | 4   | 54.2% |
| 4    | Club Fiel                  | 13   | -    | 13   | 8  | 4  | 1  | 3  | 15 | 13 | 2   | 54.2% |
| 5    | Rivadavia (Huillapima)     | 10   | -    | 10   | 8  | 3  | 1  | 4  | 15 | 13 | 2   | 41.7% |
| 6    | San Martín (Chumbicha)     | 10   | -    | 10   | 8  | 3  | 1  | 4  | 15 | 16 | -1  | 41.7% |
| 7    | Liberal Argentino          | 5    | -    | 5    | 8  | 1  | 2  | 5  | 12 | 18 | -6  | 20.8% |
| 8    | Parque Daza                | 3    | -    | 3    | 8  | 1  | 0  | 7  | 11 | 36 | -25 | 12.5% |
| 9    | San Isidro (Nueva Coneta)  | 1    | -    | 1    | 11 | 0  | 1  | 10 | 1  | 59 | -58 | 4.2%  |

## Entrenadores
| Listado de entrenadores    | Listado de entrenadores    | Listado de entrenadores |
| Equipo                     | Entrenador                 | Fechas                  |
| -------------------------- | -------------------------- | ----------------------- |
| Club Fiel                  | Darío Luján                | 1.ª en adelante         |
| Deportivo Valle Chico      | Daniel Iriarte             | 1.ª en adelante         |
| Independiente (Huillapima) | A definir                  | 1.ª en adelante         |
| Liberal Argentino          | Juan Lucero Fabricio Reyes | 1.ª en adelante         |
| Parque Daza                | A definir                  | 1.ª en adelante         |
| Rivadavia (Huillapima)     | A definir                  | 1.ª en adelante         |
| San Isidro (Nueva Coneta)  | A definir                  | 1.ª en adelante         |
| San Martín (Chumbicha)     | Rolando Rearte             | 1.ª en adelante         |
| Sarmiento                  | Pablo Maturano             | 1.ª en adelante         |
| 1.                         |                            |                         |